# Baixa Saxònia
La Baixa Saxònia (en alemany: Niedersachsen, pronunciat [ˈniːdɐ̯saksn̩]; en baix alemany: Neddersassen; en frisó oriental: Läichsaksen) és un dels 16 estats federats d'Alemanya. Situat al nord-oest, es va constituir el 1946 i correspon a la part occidental de la Saxònia històrica. És el segon estat federal pel que fa a extensió i el quart en població.
Limita al nord amb el mar del Nord, l'estat d'Hamburg i Slesvig-Holstein, al nord-est amb Mecklenburg-Pomerània Occidental, a l'est amb Saxònia-Anhalt, al sud-est amb Turíngia, al sud amb Hessen, i al sud-oest amb el Rin del Nord-Westfàlia. L'Estat de Bremen (Freie Hansestadt Bremen) forma dos enclavaments sense continuïtat territorial dins de la Baixa Saxònia.
Té una població de 7.945.685 habitants (2016) repartits sobre una superfície de 47.618 km². Es tracta del segon estat més extens d'Alemanya després de Baviera, i el quart en població. En algunes zones rurals se segueix parlant encara el baix alemany o baix saxó (Plattdüütsch), i, al districte de Cloppenburg, el frisó oriental (Seeltersk).

## Geografia
Amb l'excepció d'una petita zona d'altiplans al sud, el paisatge de l'estat està dominat per la Gran planúria europea que passa pel nord d'Alemanya. Gran part de la meitat nord de l'estat està formada per terres baixes sorrenques de brugueres, aiguamolls i pòlders, intercalades amb boscos dispersos. Al nord-oest, les Illes Frisones Orientals (12 illes al mar del Nord) i uns 840 km quadrats de terra costanera es troben en realitat per sota del nivell del mar i estan protegides de les inundacions per dics similars als que es troben als Països Baixos. Més de la meitat de la Baixa Saxònia està drenada pel riu Weser i els seus afluents, el Fulda i el Werra. A les desembocadures del Weser i d'altres rius que desemboquen al mar del Nord, es troben aiguamolls fèrtils, que sostenen sobretot una economia de pastures. A la regió nord-est de l'estat, hi ha una zona de terra menys fèrtil coberta parcialment de boscos. Conté el Lüneburger Heide, que destaca per les seves antigues masies vermelles i les antigues estructures megalítiques conegudes com a "tombes de gegants". A la part central del sud de l'estat hi ha dos llacs importants: el llac Steinhuder (aproximadament 30 km quadrats) i el llac Dümmer (uns 15 km quadrats). La zona d'altiplans ocupa les parts sud de l'estat i conté les muntanyes Weser, Deister i Harz. El canal Mittelland recorre d'est a oest per la part central del sud de la Baixa Saxònia.

## Districtes i ciutats
La Baixa Saxònia està dividida en 38 districtes rurals.
| Districtes de la Baixa Saxònia | | |
| 1. Districte d'Ammerland 2. Districte d'Aurich 3. Districte de Bentheim 4. Districte de Celle 5. Districte de Cloppenburg 6. Districte de Cuxhaven 7. Districte de Diepholz 8. Districte d'Emsland 9. Districte de Friesland 10. Districte de Gifhorn 11. Districte de Goslar 12. Districte de Gottinga 13. Districte de Hamelin-Pyrmont | 1. Districte de Hannover 2. Districte de Harburg 3. Districte de Helmstedt 4. Districte de Hildesheim 5. Districte de Holzminden 6. Districte de Leer 7. Districte de Lüchow-Dannenberg 8. Districte de Lüneburg 9. Districte de Nienburg 10. Districte de Northeim 11. Districte d'Oldenburg 12. Districte d'Osnabrück 13. Districte d'Osterholz | 1. Districte d'Osterode 2. Districte de Peine 3. Districte de Rotenburg 4. Districte de Schaumburg 5. Heidekreis 6. Districte de Stade 7. Districte d'Uelzen 8. Districte de Vechta 9. Districte de Verden 10. Districte de Wesermarsch 11. Districte de Wittmund 12. Districte de Wolfenbüttel |

A més a més, també té vuit districtes urbans:
1. Braunschweig
2. Delmenhorst
3. Emden
4. Oldenburg
5. Osnabrück
6. Salzgitter
7. Wilhelmshaven
8. Wolfsburg

## Llista de ministres presidents de la Baixa Saxònia
| Ministres-Presidents de la Baixa Saxònia | Ministres-Presidents de la Baixa Saxònia | Ministres-Presidents de la Baixa Saxònia | Ministres-Presidents de la Baixa Saxònia | Ministres-Presidents de la Baixa Saxònia | Ministres-Presidents de la Baixa Saxònia |
| Núm.                                     | Nom                                      | Naixement-Mort                           | Partit                                   | Inici de mandat                          | Fi de mandat                             |
| ---------------------------------------- | ---------------------------------------- | ---------------------------------------- | ---------------------------------------- | ---------------------------------------- | ---------------------------------------- |
| 1                                        | Hinrich Wilhelm Kopf                     | 1893–1961                                | SPD                                      | 23 de novembre del 1946                  | 26 de maig del 1955                      |
| 2                                        | Heinrich Hellwege                        | 1908–1991                                | DP                                       | 26 de maig del 1955                      | 12 de maig del 1959                      |
| 3                                        | Hinrich Wilhelm Kopf                     | 1893-1961                                | SPD                                      | 12 de maig del 1959                      | 29 de desembre del 1961                  |
| 4                                        | Georg Diederichs                         | 1900-1983                                | SPD                                      | 29 de desembre del 1961                  | 8 de juliol del 1970                     |
| 5                                        | Alfred Kubel                             | 1909-1999                                | SPD                                      | 8 de juliol del 1970                     | 6 de febrer del 1976                     |
| 6                                        | Ernst Albrecht                           | 1930-2014                                | CDU                                      | 6 de febrer del 1976                     | 21 de juny del 1990                      |
| 7                                        | Gerhard Schröder                         | *1944                                    | SPD                                      | 21 de juny del 1990                      | 27 d'octubre del 1998                    |
| 8                                        | Gerhard Glogowski                        | *1943                                    | SPD                                      | 27 d'octubre del 1998                    | 15 de desembre del 1999                  |
| 9                                        | Sigmar Gabriel                           | *1959                                    | SPD                                      | 15 de desembre del 1999                  | 4 de març del 2003                       |
| 10                                       | Christian Wulff                          | *1959                                    | CDU                                      | 4 de març del 2003                       | 30 de juny del 2010                      |
| 11                                       | David McAllister                         | *1971                                    | CDU                                      | 30 de juny del 2010                      | 19 de febrer del 2013                    |
| 12                                       | Stephan Weil                             | *1958                                    | SPD                                      | 19 de febrer del 2013                    | 20 de maig del 2025                      |
| 13                                       | Olaf Lies                                | *1967                                    | SPD                                      | 20 de maig del 2025                      | actualitat                               |